# OSEN
OSEN은 대한민국의 인터넷 스포츠 및 연예 언론사로 2004년 9월 설립되었으며 대표이사는 김영민, 손남원 공동 체제이다.

## 인용
1. ↑  OSEN 소개 페이지
2. ↑  http://www.dt.co.kr/contents.html?article_no=2012090402012169697005